# Lewan Tediaszwili
Lewan Kitojewicz Tediaszwili (gruz. ლევან თედიაშვილი, ros. Леван Китоевич Тедиашвили; ur: 15 marca 1948 w Sagaredżo, zm. 17 lutego 2024 w Tbilisi) – radziecki zapaśnik, Gruzin. Dwukrotny medalista olimpijski.
Walczył w stylu wolnym, w kategorii średniej (do 82 kilogramów) i półciężkiej (do 90 kilogramów). Brał udział w dwóch igrzyskach (IO 72, IO 76), na obu zdobywał złote medale. W 1972 pokonał Amerykanina Johna Petersona, cztery lata później jego brata Bena. Był mistrzem świata w 1971 (do 82 kg), 1973, 1974 i 1975 (do 90 kg), w 1978 zajął drugie miejsce (do 100 kg). W 1974, 1976 i 1978 zostawał mistrzem Europy. Pierwszy w Pucharze Świata w 1973. Mistrz uniwersjady w 1973 roku. Po zakończeniu kariery sportowej, sprawował mandat posła do Parlamentu Gruzji (1995–1999), a także występował w filmach.